# Шлёпание

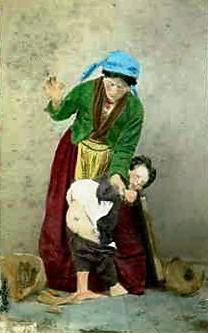
Картина Георга Конрада (1827—1889)

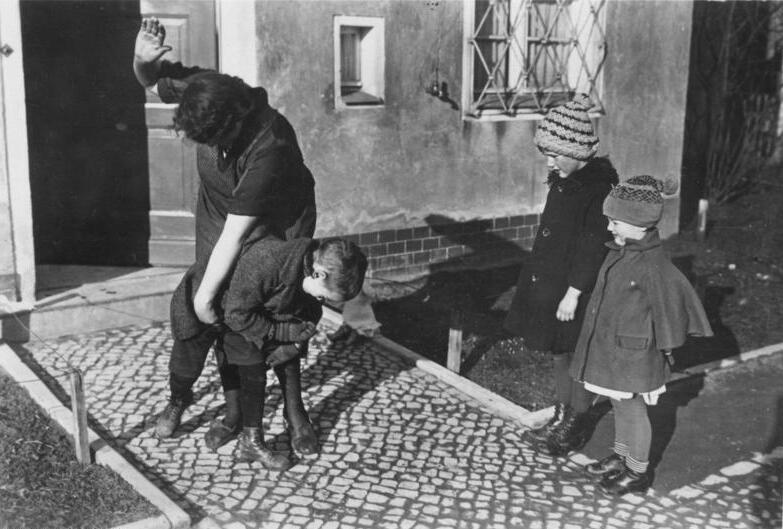
Германия, 1935 г.

Шлёпание — вид телесных наказаний, заключающийся в нанесении ударов по ягодицам ладонью либо каким-нибудь плоским предметом — специальным паддлом, или подручными предметами.
Шлёпание является распространённым способом наказания детей их родителями за какие-либо проступки в различных странах. 62 % россиян, опрошенных в 2009 году в 128 населённых пунктах, признали, что хотя бы раз в жизни шлёпали ребёнка по попе или руке, 14 % прибегали к порке и 2 % — давали пощёчину.
При этом суровость наказания может быть различной — от одного лёгкого, символического шлепка, до множества достаточно болезненных шлепков.
Исследованиями установлено, что:
- мальчиков шлёпают чаще, чем девочек;
- матери шлёпают детей чаще, чем отцы;
- чаще всего шлёпают дошкольников;
- родители с более низким доходом шлёпают детей чаще, чем родители с более высоким доходом;
- более образованные родители шлёпают детей реже;
- религиозные консерваторы шлёпают детей чаще;
- родители из некоторых этнических и культурных групп шлёпают детей чаще других.

Страны, где напрямую законодательно запрещены любые телесные наказания детей

С 1979 г. по 2025 г. любые телесные наказания детей кем-либо были прямо запрещены законом в 68 странах.
Шлепки по ягодицам вызывают приток крови к области малого таза, что может вызывать сексуальное возбуждение. Это, вкупе с различными психологическими факторами, сопровождающими телесные наказания, является причиной того, что шлёпание может использоваться в эротических играх, а в более жёстких и ритуализированных формах оно является распространённой формой садомазохизма (смотри статью Спанкинг).